# 巴黎北站
巴黎北站是法国国铁（SNCF）在巴黎的七大列车始发站之一，位于巴黎市区北部的第十区，包含了多种铁路运输服务和城市轨道交通服务，如巴黎地鐵、大区列车（RER）、远郊铁路（Transilien）、省际列车（TER）、TGV和欧洲之星等。就旅客人數而言（每年約有1.8億人次），目前為全歐洲最繁忙的鐵路車站，也是世界上第二十四繁忙的鐵路車站。

## 歷史

### 起源
最早的巴黎北站于19世纪中叶由巴黎国立路桥学校（École des Ponts ParisTech）承建，该站作为北铁公司（Compagnie des chemins de fer du Nord）的路网起点站，于1846年6月14日随着巴黎－里尔鐵路（Ligne Paris - Lille）的通车而启用。同时，在北站北部数百米处兴建了一个车厂，供列车存放和维修用。

### 扩建和改造

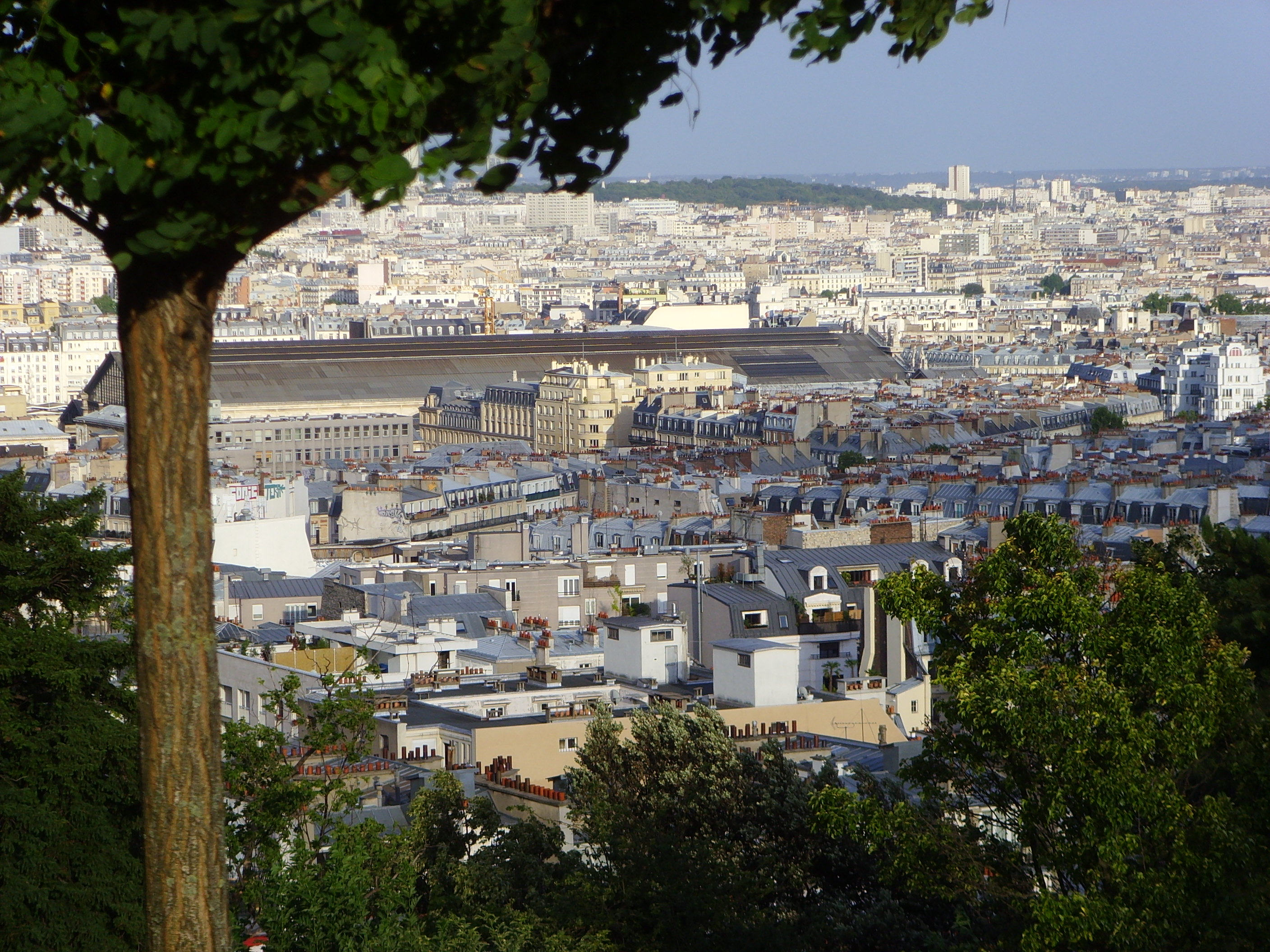
巴黎北站远眺

起初，巴黎北站只有2条路轨。到了1854年，北铁公司觉得2条路轨不够用，就打算在附近另建一个新客运站，然后从巴黎北站的主线另辟一条支线与之相连。但最终，他们决定重建北站。于是，1860年，北铁公司拆毁了部分站屋以腾出空间，拆毁的石料被运到里尔，并以此为基础建起了里尔佛兰德车站（Gare de Lille-Flandres）。之后，德裔法国建筑师雅克·希托夫（Jacques Hittorff）主持了巴黎北站的重建，重建工程自1861年5月起，至1865年12月结束，不过到1864年，不等重建完成，新的北站就投入使用了。北站重建后，面积达到了3.6万平方米，是原来的3倍。路轨数从原来的2条增加到8条，其中4条用作郊区铁路，另4条分别作为干线铁路的到达和始发用。其后，在1860年代中，奥斯曼男爵大幅修缮巴黎市容，巴黎北站也新建了一个门面。
巴黎北站投入使用后，又往周边新增了多条线路，除了固有的巴黎-里尔线之外，1861年又开通了平原－伊尔松鐵路（Ligne La Plaine - Hirson），1863年又开通了巴黎－阿让特伊鐵路（Ligne Paris-Argenteuil via Ermont）。客流量亦增长迅速，从1875年至1885年，客流量从600万增加到700万，相应的，路轨数目也从8条增加到1875年的13条，再增加到1889年世界博览会期间的18条。而车站内部也进行了重整，多个候车大厅和运输处被移除，站屋额外扩建了两翼。轨道和站台被重新分配：1~5号轨道供巴黎-里尔线远郊车上落和干线列车始发，6~9号轨道供往返蓬图瓦兹（Pontoise）的远郊车上落，10~13号供伊尔松线远郊车上落，10~16号供干线列车到达，17和18号供近郊轻轨电车上落。

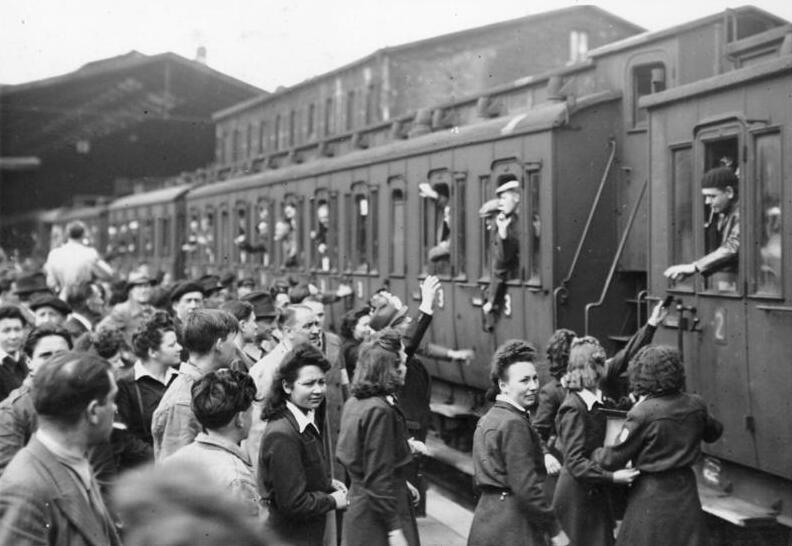
1943年的巴黎北站

到了1900年世界博览会期间，随着客流增长，巴黎北站的轨道数增加至28条，于是轨道和站台再度被重新分配：1~5号轨道供干线列车始发，6~13号供北郊和西北郊（比如蓬图瓦兹）远郊车，14~19号供干线列车到达，20~24号供东北郊（行走伊尔松线）远郊车，25~28号供轻轨电车和环城铁路（Ligne de Petite Ceinture）。
和巴黎其它火车站一样，巴黎北站的规模面对不断增长的交通显得日益局促，于是，在1930年代和1960年代，该站又先后两次扩建。1934年，在北站的北部大规模的施工，兴建了多个立体交叉，线路网得到重新布局，以分流来自和开往各地的列车，同年，在北边兴建了一个新车库，存放远郊车。1960年代，北站路网进行了电气化改造，配备了25千伏50Hz交流电，相应的，个别站台长度被延长至400米。1970年12月8日，随着北站路网最后一条远郊铁路完成电气化，巴黎郊区路网彻底告别了蒸汽机车。

### 地下站台的兴建

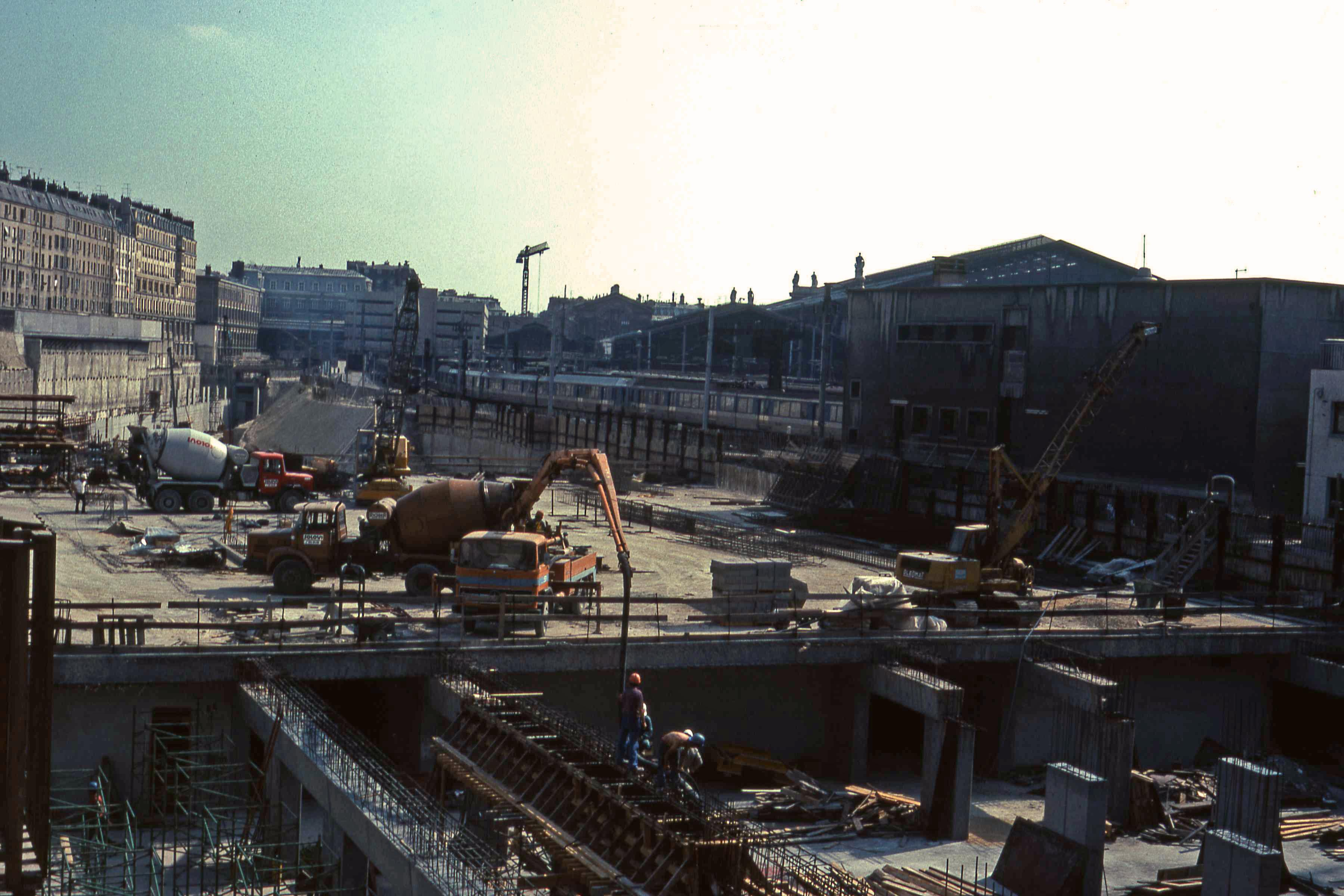
1979年兴建中的地下站台土木工程

1970年代末，巴黎北站东面兴建了地下站台，以应对南部的RER B线与北站路网进行南北互通。这一举措同时还可以给未来的法国高速铁路北线（TGV Nord）留出空间。同时，在远郊车站台的上方兴建了公交车站，这样乘客可以通过自动扶梯来往地下站台，地面远郊车站台和上层公交车站。值得一提的是，在当时，巴黎北站的交通流量增长迅猛，15年内增加1倍，总流量已达全法之冠。
1977年2月7日，内阁部门通过了修建巴黎北站地下站台的决议。由于之前在修建北站的地下站台时已经有了一定的经验积累，SNCF在这次修建时得以尽可能的缩短工期。不过和此前不同的是，巴黎北站地面路轨从北部3公里处就开始进行重整，修建了多个立体交叉，以方便新路轨进入地下，而不是像之前北站那样仅仅是新修路轨。1977年秋，施工开始，新建的地下站台包括两个不直接相通的岛式站台，长度分别为14和17米，地下站台和地面站台，公交站，地铁通过中层走廊相连，施工在315米长，50米宽的车站东面露天进行（建在东面更便于转乘地铁），但不会对车站运作带来较大影响。

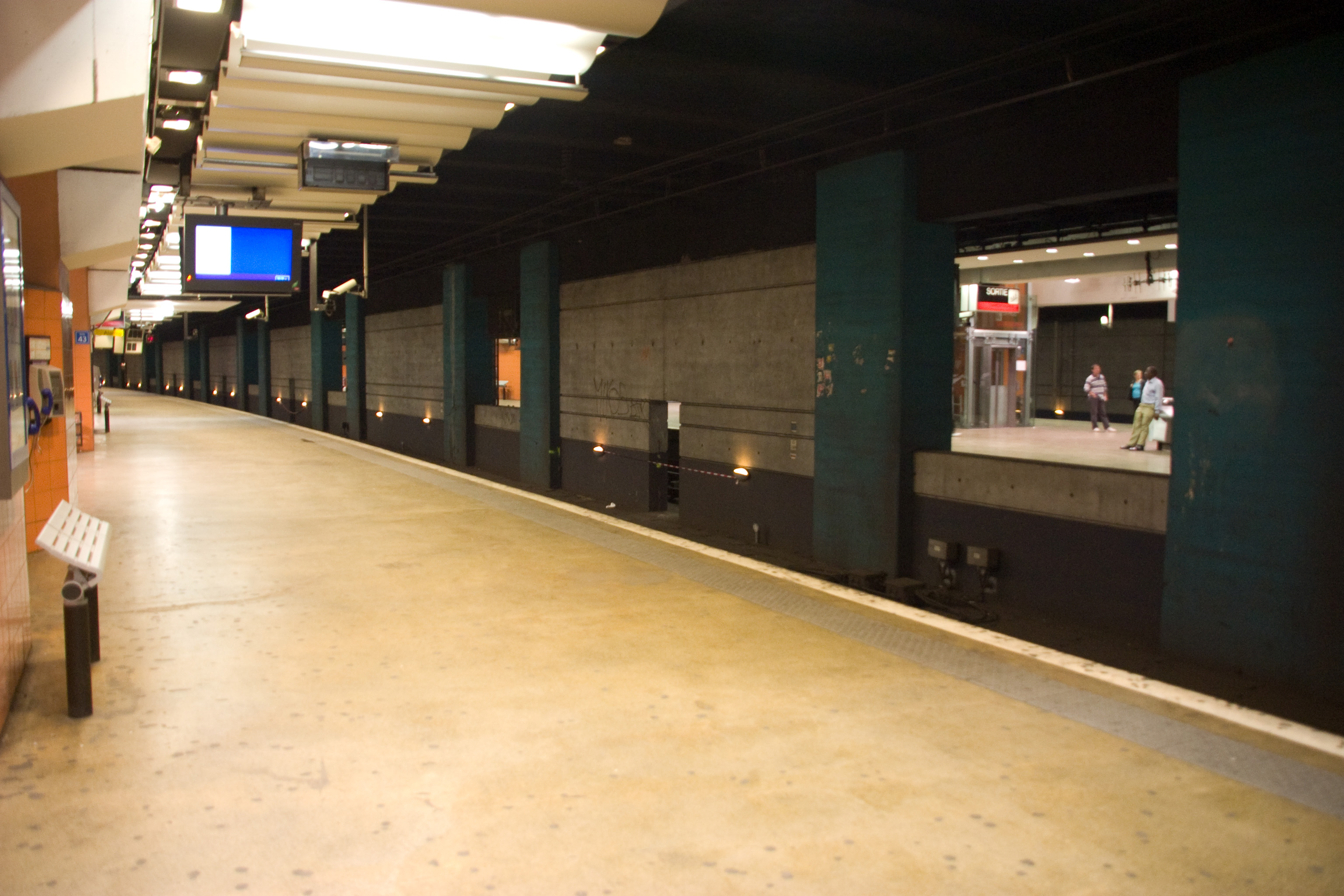
巴黎北站地下站台

地下站台施工使得地面列车的运作也做了相应调整：在马嘉德桥（Pont-Marcadet）和平原电车站（La Plaine-Tramways）附近的小停靠站被关闭；行走圣旺－船坞鐵路（Ligne de Saint-Ouen-les-Docks）的列车不再进入巴黎北站，而是只开到圣旺；通往巴黎环城铁路的连接线也被弃用。到了1980年12月14日，开往米特里（Mitry）和戴高乐机场的远郊车改到34~36号路轨发车，1982年7月18日，开往奥瑞城（Orry-la-Ville）的远郊车亦改到31~33号路轨发车，而这两条远郊线最终成为了未来RER B线和RER D线的线路北半部。
1982年秋，西面地下站台竣工，不久东面站台也竣工。于是巴黎北站就拥有了33条轨道，居全欧洲之冠。

### 高铁北线的通车

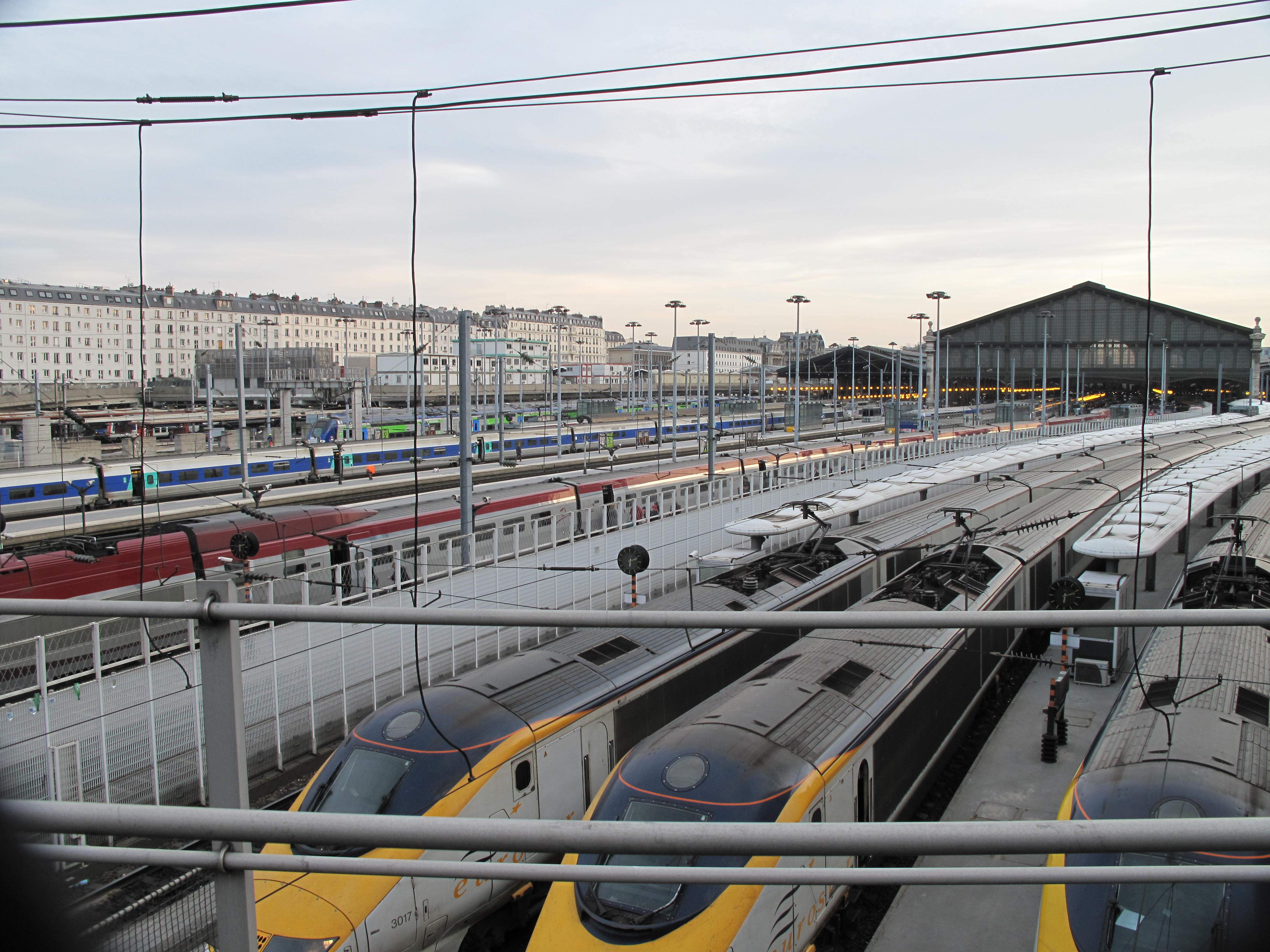
停靠在巴黎北站的欧洲之星，大力士和TGV

1993年，法国高速铁路北线投入使用，次年，欧洲之星亦通车运营。再過一年，大力士高速列車亦加入營運。这就使得巴黎北站面临新一轮的站台和轨道重置，还包括信号灯，转辙器，立体交叉等分流设备的改造。另外，有13个地面站台的长度被延长到405米。重整后的轨道数目减少1个，其中1号和2号路轨供内部员工使用，不对外开放；而3~6号路轨供欧洲之星列车专用，地面设有隔离区，需通过车站二层的边检通道前往。

## 建筑构造

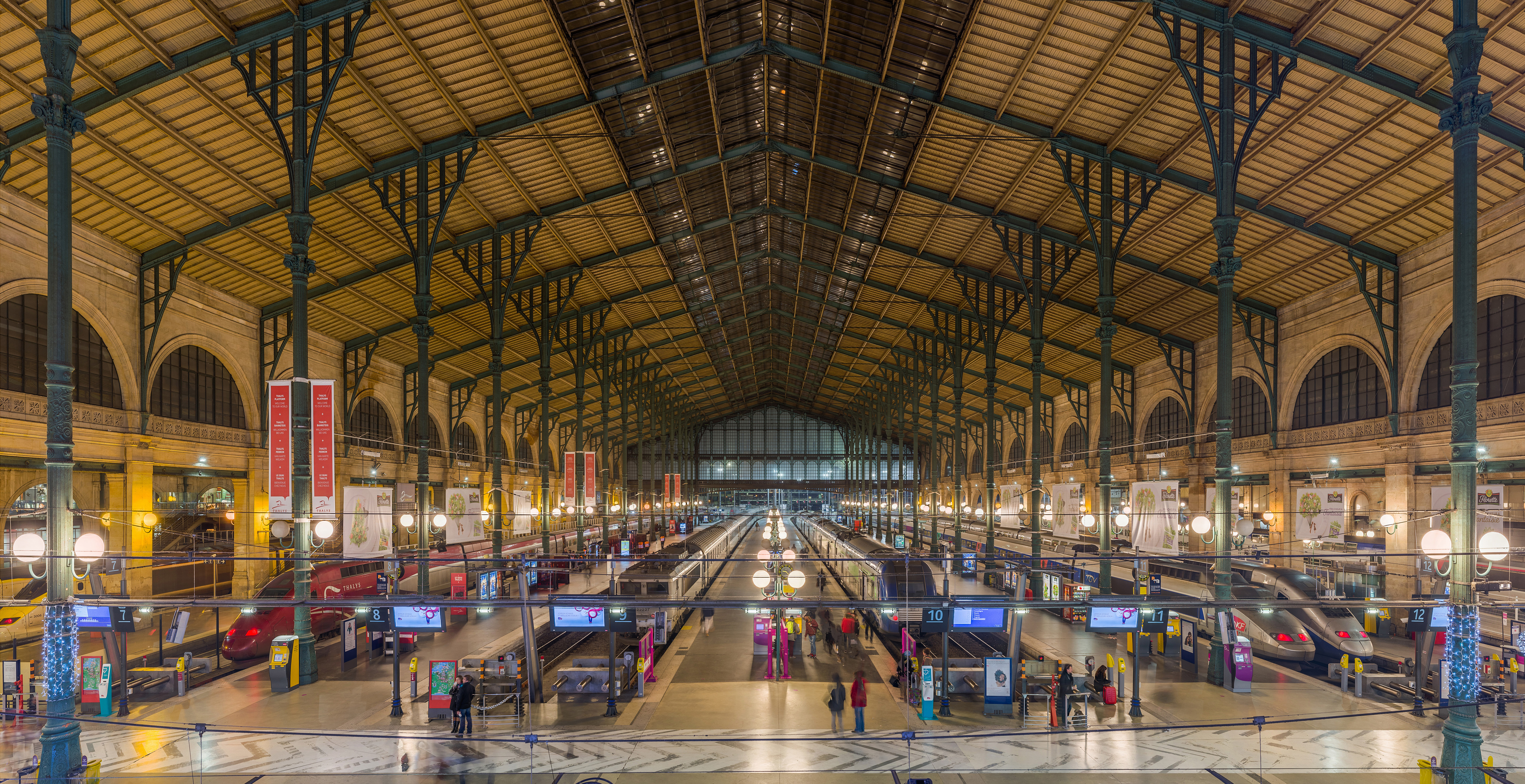
巴黎北站月台大廳

巴黎北站的现时车站建于1860年代初。在当时，设计师雅克·希托夫修改了最初的草图，另外设计了一个新古典主义式站屋，并根据当时的惯例，把车站设计成“U”形。尽管从设计的角度来看，十分雄伟，但也限制了日后扩充轨道的可能性。
巴黎北站的站屋门面包含一个凯旋门式的中亭和两边各一的小亭，用大量的砖石建成。门面上用当时13位著名雕塑家雕刻的23座雕像进行装饰，其中最高大雄伟的那几座代表着巴黎北站通往的各个国际都市，比如伦敦，阿姆斯特丹，柏林，布鲁塞尔等，以及巴黎自身，而那些比较朴实端庄的雕像则代表着国内各地。
车站大堂的立柱建于1862年，而这些立柱之前是在苏格兰加工制造完毕再运抵法国，因为只有苏格兰有那样一家铸造厂有能力加工那样的车站立柱。车站大堂内部设有许多候车室，这些候车室依照列车终点站不同和车厢等级不同进行划分。除此之外，大堂内部还设有售票处，行李托运处和海关等。
现时，车站正在进行门面修缮，相关施工工程自2008年12月开始，预计于2010年9月完成。将耗材500吨。

## 站台设置

### 长途线路
巴黎北站的长途线路位于地面，是一个尽头式的铁路车站。站台中部设有一个东西向的地下通道，可连接各个法国国内线路列车停靠的站台及快铁车站。
| 西↑  |      |                          |  |
|      | 侧式 |                          |  |
| 3道  |      | Eurostar→                |  |
|      | 岛式 |                          |  |
| 4道  |      | Eurostar→                |  |
| 5道  |      | Eurostar→                |  |
|      | 岛式 |                          |  |
| 6道  |      | Eurostar→                |  |
| 7道  |      | Thalys/Izy→              |  |
|      | 岛式 |                          |  |
| 8道  |      | Thalys/Izy→              |  |
| 9道  |      | TGV→                     |  |
|      | 岛式 |                          |  |
| 10道 |      | TGV→                     |  |
| 11道 |      | TGV→                     |  |
|      | 岛式 |                          |  |
| 12道 |      | TGV→                     |  |
| 13道 |      | TGV/→                    |  |
|      | 岛式 |                          |  |
| 14道 |      | TGV/TER Hauts-de-France→ |  |
|      | 岛式 |                          |  |
| 15道 |      | TGV/TER Hauts-de-France→ |  |
| 16道 |      | TER Hauts-de-France→     |  |
|      | 岛式 |                          |  |
| 17道 |      | TER Hauts-de-France→     |  |
| 18道 |      | TER Hauts-de-France→     |  |
|      | 岛式 |                          |  |
| 19道 |      | TER Hauts-de-France→     |  |
| 20道 |      | TER Hauts-de-France→     |  |
|      | 岛式 |                          |  |
| 21道 |      | TER Hauts-de-France→     |  |
| 30道 |      | →                        |  |
|      | 岛式 |                          |  |
| 31道 |      | →                        |  |
| 32道 |      | →                        |  |
|      | 岛式 |                          |  |
| 33道 |      | →                        |  |
| 34道 |      | →                        |  |
|      | 岛式 |                          |  |
| 35道 |      | →                        |  |
| 36道 |      | →                        |  |
|      | 侧式 |                          |  |
| 东↓  |      |                          |  |

### 快铁
巴黎北站的快铁站體為地下跨月台轉車站，供法兰西岛大区快铁B线和D线使用，轨道和站台呈南北走向。西边的岛式站台为北行列车停靠，一般来说，B线使用43号轨道（靠东），D线使用41号轨道（靠西）；东边的岛式站台为南行列车停靠，一般来说，B线使用42号轨道（靠东），D线使用44号轨道（靠西）。远郊车的发车点在地面站台东侧，即30~36号轨道。
| 地面      | -                                                  | 地面大堂、地面站台和出口         |
|           |                                                    |                                  |
| 中层      | 转乘通道                                           | 客務中心、車站商店               |
| 中层      | 转乘通道                                           | 转乘地铁，前往地面站台           |
| 中层      | 转乘通道                                           |                                  |
| 东侧 站台 | 42号路轨                                           | （罗班松／圣雷米方向）→          |
| 东侧 站台 | 島式站台，B线右邊車門將會開啟，D线左邊車門將會開啟 |                                  |
| 东侧 站台 | 44号路轨                                           | （默伦／科尔贝埃松方向）→        |
| 西侧 站台 | 43号路轨                                           | （←戴高乐机场／米特里-克莱方向） |
| 西侧 站台 | 島式站台，B线左邊車門將會開啟，D线右邊車門將會開啟 |                                  |
| 西侧 站台 | 41号路轨                                           | ←（克雷伊方向）                  |

## 停靠线路

### 长途线路
自2019年1月1日起，原有的巴黎—圣康坦—莫伯日和巴黎—亚眠—布洛涅两条城际列车线路划归至上法兰西大区公共交通线路网中，至此，巴黎北站已无任何城际列车线路。
| 巴黎北站列车线路表（长途线路） |                     |          |                                     |              |
| 线路                           | 车种                | 上一站   | 下一站                              | 大致运行频率 |
| 巴黎北—伦敦                    | Eurostar            | （起点） | 阿什福德                            | 每天10趟左右 |
| 巴黎北—布鲁塞尔                | Izy                 | （起点） | 布鲁塞尔                            | 每天3趟左右  |
| 巴黎北—布鲁塞尔                | Thalys              | （起点） | 布鲁塞尔                            | 每天10趟左右 |
| 巴黎北—阿姆斯特丹              | Thalys              | （起点） | 布鲁塞尔                            | 每天6趟左右  |
| 巴黎北—埃森/多特蒙德           | Thalys              | （起点） | 布鲁塞尔                            | 每天6趟左右  |
| 巴黎北—里尔佛兰德/里尔欧洲     | TGV                 | （起点） | 里尔佛兰德/里尔欧洲                 | 每天12趟左右 |
| 巴黎北—里尔佛兰德/里尔欧洲     | TGV                 | （起点） | 阿拉斯                              | 每天1-2趟    |
| 巴黎北—图尔宽                  | TGV                 | （起点） | 里尔佛兰德                          | 每天2趟左右  |
| 巴黎北—敦刻尔克                | TGV                 | （起点） | 里尔欧洲                            | 每天5趟左右  |
| 巴黎北—加来                    | TGV                 | （起点） | 里尔欧洲                            | 每天2趟左右  |
| 巴黎北—滨海布洛涅              | TGV                 | （起点） | 里尔欧洲                            | 每天4趟左右  |
| 巴黎北—朗迪弗利耶              | TGV                 | （起点） | 里尔欧洲                            | 每天1-2趟    |
| 巴黎北—敦刻尔克                | TGV                 | （起点） | 阿拉斯                              | 每天5趟左右  |
| 巴黎北—瓦朗谢讷                | TGV                 | （起点） | 阿拉斯                              | 每天6趟左右  |
| 巴黎北—亚眠                    | TER Hauts-de-France | （起点） | 圣瑞斯特昂绍塞/隆戈                 | 每天6趟左右  |
| 巴黎北—滨海布洛涅              | TER Hauts-de-France | （起点） | 隆戈                                | 每天5趟左右  |
| 巴黎北—莫伯日                  | TER Hauts-de-France | （起点） | 克雷伊/贡比涅                       | 每天5趟左右  |
| 巴黎北—康布雷                  | TER Hauts-de-France | （起点） | 克雷伊                              | 每天1趟      |
| 巴黎北—圣康坦                  | TER Hauts-de-France | （起点） | 克雷伊                              | 每天6趟左右  |
| 巴黎北—圣康坦                  | TER Hauts-de-France | （起点） | 奥里城/克雷伊                       | 每天8趟左右  |
| 巴黎北—贡比涅                  | TER Hauts-de-France | （起点） | 奥里城/克雷伊                       | 每天8趟左右  |
| 巴黎北—亚眠                    | TER Hauts-de-France | （起点） | 奥里城/克雷伊                       | 每天12趟左右 |
| 巴黎北—圣瑞斯特昂绍塞          | TER Hauts-de-France | （起点） | 奥里城/克雷伊                       | 每天12趟左右 |
| 巴黎北—克雷伊                  | TER Hauts-de-France | （起点） | 奥里城                              | 每天10趟左右 |
| 巴黎北—博韦                    | TER Hauts-de-France | （起点） | 佩尔桑-博蒙/尚布利                  | 每天10趟左右 |
| 巴黎北—拉昂                    | TER Hauts-de-France | （起点） | 当马丁-瑞伊-圣马尔/瓦卢瓦地区克雷皮 | 每天9趟左右  |
| 1. 2. 3. 4. 5.                 |                     |          |                                     |              |

### 区域铁路
巴黎北站是法兰西岛大区快铁B线和D线的中途站，亦是巴黎北部远郊路网的起点，乘客可以乘坐各班列车来往巴黎北郊，西北郊，东北郊，东南郊，南郊各地，以及戴高乐机场和奥利机场这两个巴黎大区的主要机场。
| 巴黎北站列车线路表（区域线路）                    |                                                  |           |                        |                                     |
| 起点                                              | 上一站                                           | 线路      | 下一站                 | 终点                                |
| 戴高乐机场2号航站楼                               | 戴高乐机场1号航站楼 欧奈苏布瓦 平原-法兰西体育场 | [T] · (B) | 沙特莱-大堂站          | 拉普拉斯 罗班松                     |
| 米特里-克莱                                       | 平原-法兰西体育场 欧奈苏布瓦                     | [T] · (B) | 沙特莱-大堂站          | 马西-帕莱索 奥里城 圣雷米莱舍夫勒斯 |
| 克雷伊 奥里城-克鲁瓦 维利耶勒贝勒-戈内斯-阿努维尔 | 法兰西体育场-圣但尼站                            | [T] · (D) | 沙特莱-大堂站          | 科尔贝埃松                          |
| 古桑维尔                                          | 法兰西体育场-圣但尼站                            | [T] · (D) | 沙特莱-大堂站          | 默伦                                |
| （起点）                                          | （起点）                                         | [T] · [H] | 圣但尼                 | 圣勒拉福雷 瓦尔蒙杜瓦 佩尔桑-博蒙   |
| （起点）                                          | （起点）                                         | [T] · [H] | 圣但尼                 | 蓬图瓦兹 蒙蒂尼-博尚                |
| （起点）                                          | （起点）                                         | [T] · [H] | 圣但尼                 | 蒙苏-马夫利耶                       |
| （起点）                                          | （起点）                                         | [T] · [H] | 圣但尼                 | 吕扎尔什                            |
| （起点）                                          | （起点）                                         | [T] · [K] | 欧奈苏布瓦 米特里-克莱 | 瓦卢瓦地区克雷皮                    |
| 1.                                                |                                                  |           |                        |                                     |

## 配套交通

### 地铁
巴黎北站地下有相对应的地铁站，方便乘客乘坐巴黎地铁4号线和5号线前往巴黎市区各处；中层转乘通道还有一条长走廊向北通往2号线的小教堂站（La Chapelle）。
| 巴黎北站附近的地铁线路 |                                  |                                                                                 |
| 地铁车站名称           | 位置                             | 停靠线路                                                                        |
| 火车北站               | 巴黎北站正前方 （地下车站）      | 克利尼昂库尔门（Porte de Clignancourt） ↔ 蒙鲁日市政府（Mairie de Montrouge） 博比尼-巴勃罗·毕加索（Bobigny - Pablo Picasso） ↔ 意大利广场（Place d'Italie） |
| 小教堂站               | 巴黎北站北侧约300米 （高架车站） | 王妃门（Porte Dauphine） ↔ 民族（Nation）                                                           |

### 快铁

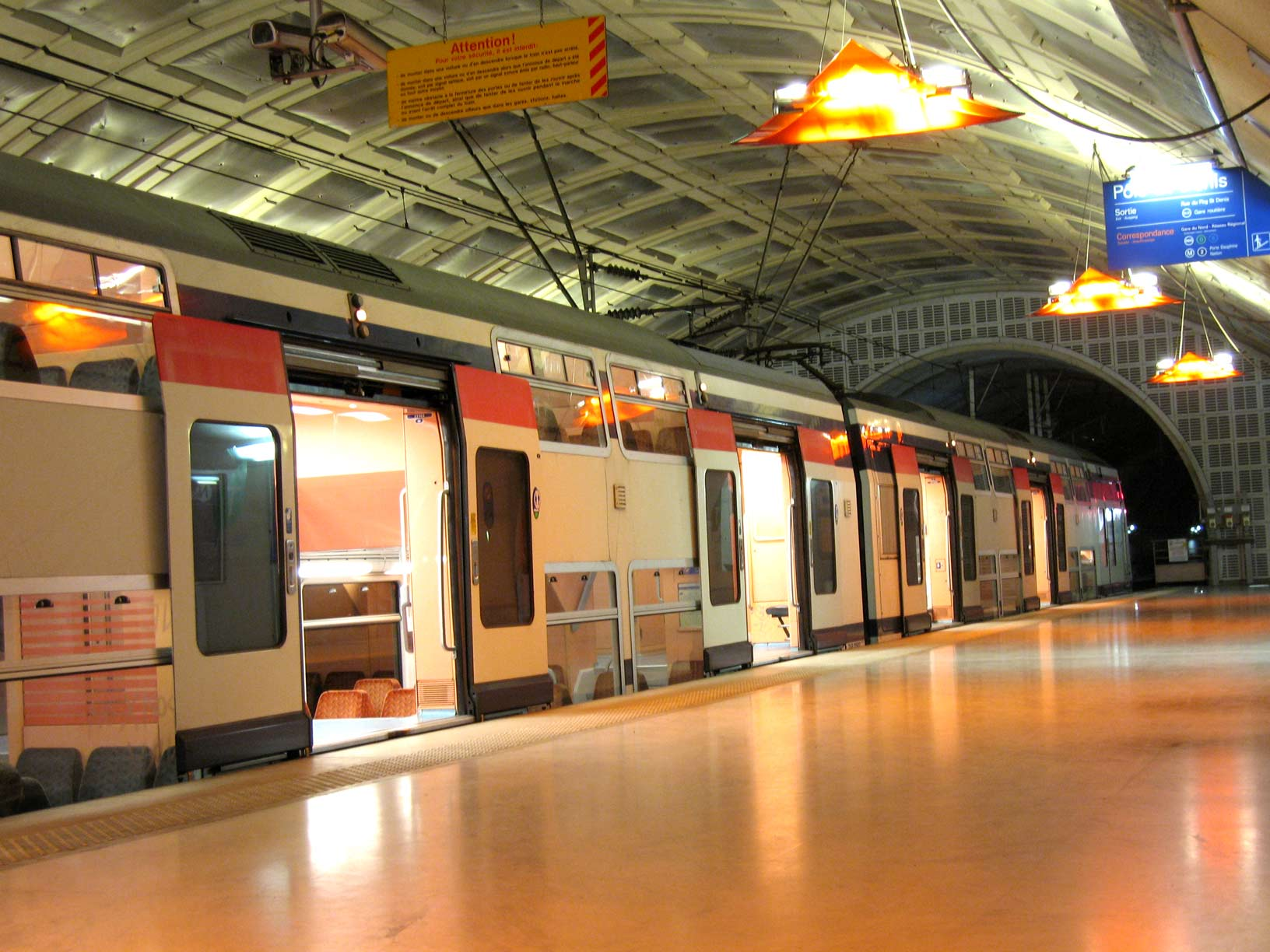
马尚塔站

除了巴黎北站内的法兰西岛大区快铁B线和D线外，巴黎北站有地下通道连接到东边更深的另一个地下RER车站——马让塔站，可以换乘法兰西岛大区快铁E线。该站于1999年由总理若斯潘揭牌，是迄今为止在巴黎市区最后两个启用的地下车站之一（另一个是奥斯曼圣拉扎尔站）。
该站启用年份较晚，尽管客流量较大，但车站目前尚未出现设施老化损坏的现象。另外，该车站还配备了摄像头监控，残障人士设施和升降机。不过，该站存在渗水的问题，SNCF定期对其进行维护。
| 马让塔站（Gare de Magenta） |                     |                       |
| 上行车站                    | 线路                | 下行车站              |
| 奥斯曼-圣拉扎尔站 2.5km ←   | 法兰西岛大区快铁E线 | 罗莎·帕克斯站 → 2.1km |

### 城市公共交通
| 巴黎北站附近的市内公共交通线路 |                                   | |
| 公交车站名称                   | 位置                              | 停靠线路 |
| 火车北站-敦刻尔克              | 巴黎北站门口 （自东向西单向设站） | 26 民族（） → 圣拉扎尔火车站（Gare Saint-Lazare） 43 火车北站（Gare du Nord） → 讷伊-巴加泰勒（Neuilly-Bagatelle） 48 莱利拉门（Porte de Lilas） → 王宫-卢浮宫（Palais Royal - Musée du Louvre） 54 欧贝维利耶门（Porte d'Aubervilliers） → 加布里埃尔·佩里（Gabriel Péri） |
| 火车北站                       | 巴黎北站东侧 （公交站场内）       | 38 小教堂门（Porte de La Chapelle） ↔ 奥尔良门（Porte d'Orléans） 39 火车北站（Gare du Nord） ↔ 伊西-瓦桑兄弟（Issy - Frères Voisin） 42 火车北站（Gare du Nord） ↔ 乔治·蓬皮杜欧洲医院（Hôpital européen Georges-Pompidou） 43 火车北站（Gare du Nord） ↔ 讷伊-巴加泰勒（Neuilly-Bagatelle） 46 火车北站（Gare du Nord） ↔ 万塞讷城堡（Château de Vincennes） 48 王宫-卢浮宫（Palais Royal - Musée du Louvre）/火车北站（Gare du Nord） ↔ 莱利拉门（Porte de Lilas） 350 火车东站（Gare de l'Est） ↔ 鲁瓦西枢纽（Roissypôle） |
| 火车北站                       | 巴黎北站东侧 （公交站场外）       | 35 火车东站（Gare de l'Est） ↔ 欧贝维利耶市政府（Mairie d'Aubervilliers） 48 皇宫-卢浮宫博物馆（Palais Royal - Musée du Louvre）/火车北站（Gare du Nord） ↔ 莱利拉门（Porte de Lilas） 302 火车东站（Gare de l'Est） ↔ 拉库尔讷沃-六路（La Courneuve - Six Routes） 火车东站（Gare de l'Est） ↔ 维勒帕里西-新米特里（Villeparisis - Mitry-le-Neuf）                                                                                          |
| 敦刻尔克路                     | 敦刻尔克路 （自北向南单向设站）   | 35 欧贝维利耶市政府（Mairie d'Aubervilliers） → 火车东站（Gare de l'Est） 38 小教堂门（Porte de La Chapelle） → 奥尔良门（Porte d'Orléans） 39 火车北站（Gare du Nord） → 伊西-瓦桑兄弟（Issy - Frères Voisin） 46 火车北站（Gare du Nord） → 万塞讷城堡（Château de Vincennes） 350 鲁瓦西枢纽（Roissypôle） → 火车东站（Gare de l'Est） 维勒帕里西-新米特里（Villeparisis - Mitry-le-Neuf） → 火车东站（Gare de l'Est）                                                |
| 拉法耶特-圣康坦-火车北站       | 拉法耶特路 （自西向东单向停靠）   | 26 圣拉扎尔火车站（Gare Saint-Lazare） → 民族（Nation） 54 加布里埃尔·佩里（Gabriel Péri） → 欧贝维利耶门（Porte d'Aubervilliers） |
| 拉法耶特-马让塔-火车北站       | 马让塔大街 （双向停靠）           | 30 特罗卡德罗（Trocadéro） ↔ 火车东站（Gare de l'Est） 31 火车东站（Gare de l'Est） ↔ 戴高乐-星形（Charles de Gaulle - Etoile） 56 克利尼昂库尔门（Porte de Clignancourt） ↔ 万塞讷城堡（Château de Vincennes） 里昂火车站（Gare de Lyon） （巴黎内环线）（Circulaire intérieur） 里昂火车站（Gare de Lyon） （巴黎外环线）（Circulaire Extérieur） 圣旺市政府（Mairie de Saint-Ouen） ↔ 快铁贝尔尼十字架站（La croix de Berny RER） 火车东站（Gare de l'Est） ↔ 萨塞勒-圣布里斯站（Gare de Sarcelles - Saint-Brice）         |
| 1.                             |                                   | |

### 长途客车
| 停靠巴黎北站的大巴车 |           |                                                                                                 |
| 上下车地点           | 运营单位  | 主要线路及目的地                                                                                |
| 巴黎北站附近         | [ 20 ]    | 博比尼 · 德朗西 · 勒布朗梅尼勒 · 维勒潘特 · 法兰西地区特朗布莱 · 戴高乐机场 圣但尼 · 戴高乐机场 |
| 巴黎北站附近         | RATP/SNCF | （当某条铁路或地铁线施工或发生故障时，SNCF或RATP可能也会提供途径该线路沿途站点的大巴车）        |
| 1.                   |           |                                                                                                 |

## 治安问题

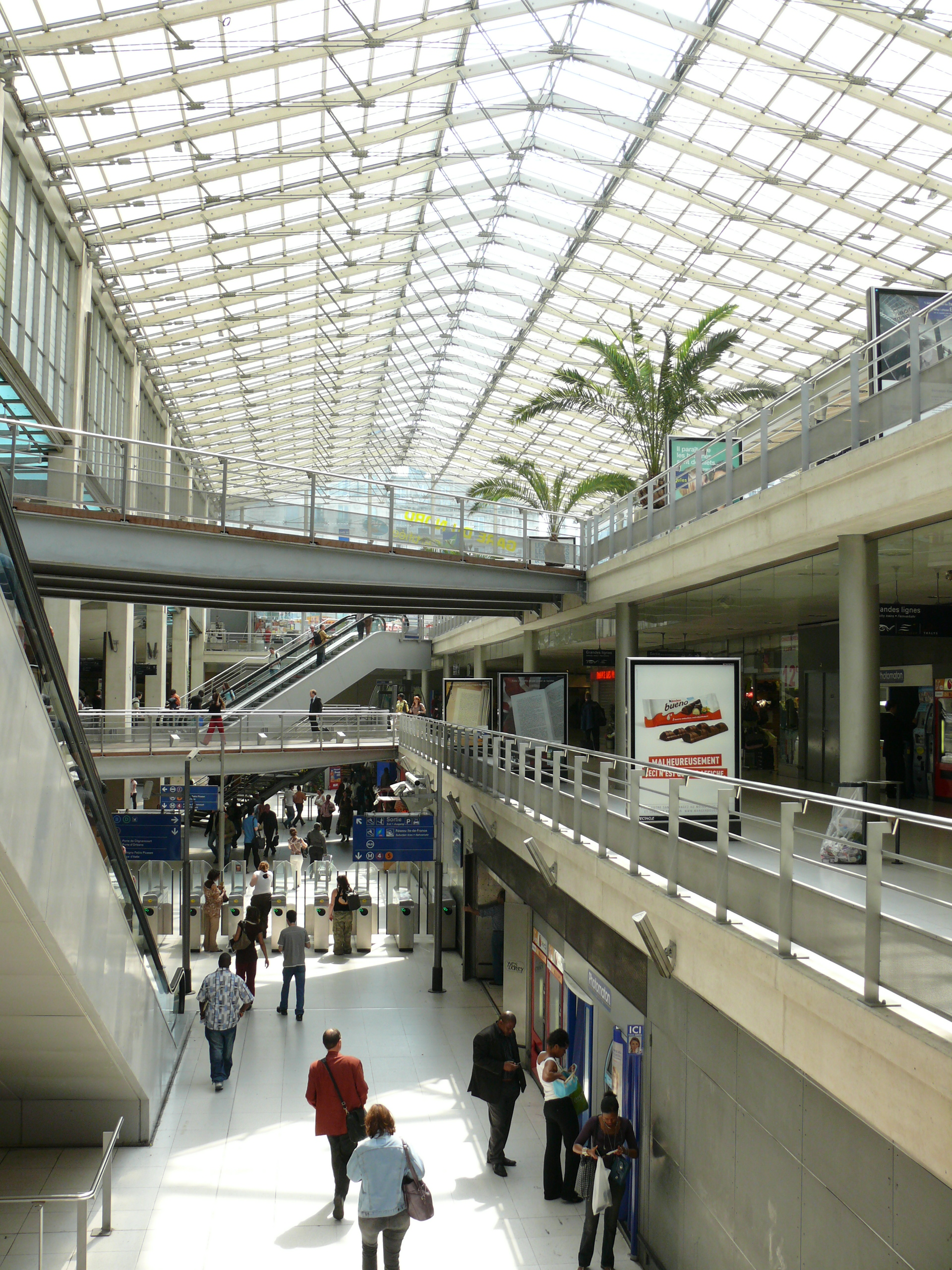
巴黎北站换乘通道

巴黎北站有RER和远郊车服务巴黎北部郊区，那里的居民多为移民，环境复杂，社会矛盾突出，治安较差，2005年就曾爆发大规模骚乱。由于列车班次较为密集，无形中给本站增加了来自北郊的流动人口，因此，巴黎北站间歇性的发生一些群体事件。
2007年3月27日，一名逃票者在巴黎北站遭检票人员查票，双方发生冲突，导致周围围观青年卷入，引发一场小骚乱。地铁运营商巴黎大众运输公司（RATP）表示，是逃票青年攻击了检票人员和巡警，而围观青年则声称，是检票人员和警方粗暴对待逃票者。该事件发生距2007年法国总统选举不到一个月，再度引发人们对巴黎北郊社会环境的讨论。
2007年7月27日，当晚19时30分。一名40岁的阿尔及利亚男子被警方用子弹打伤，伤势严重。据警方称，当时他们试图查他的身份证件，而他意图用武器伤人。该男子后来由于伤重，于次日凌晨宣告不治。
2007年9月2日晚间，在巴黎北站地下发生年轻人帮派斗殴事件，起先，帮派斗殴从拉法耶特路（Rue Lafayette）96号的一家咖啡馆里开始，之后被警方制止，并逮捕了一批人，余下的人移步巴黎北站继续打斗，警方再度制止。之后巴黎北站地下安装了摄像头监控。

## 文艺作品中的巴黎北站
巴黎北站曾经出现在多部文学作品中，包括电影和歌曲。

### 电影中的巴黎北站
- 2001年的天使爱美丽
- 2002年的谍影重重
- 2004年的瞒天过海2：长驱直入
- 2007年的巴黎夜未眠（Ensemble, c'est tout）
- 2008年的小姐好黑（Agathe Cléry）

### 歌曲中的巴黎北站
- 1978年（2008年重发行）迈克·莱屈耶（Mike Lécuyer），CD“19777 879”
- ?（2008年重发行）卡特琳·索瓦热 （Catherine Sauvage），CD“Chansons rares ou inédites”
- 1999年菲利普·卡特林（Philippe Katerine），CD“Les créatures - l'homme à 3 mains'”
- 2001年布格·韦塞尔托夫耶（Bugge Wesseltoft）CD“Movin'”
- 2006年诺尔（Nord）CD“Artiste domestique'”
- 2006年CD“Da king blev kørt ned'”（丹麦语）
- 2007年马克·罗宾（Marc Robine）CD“L'errance'”

## 图片

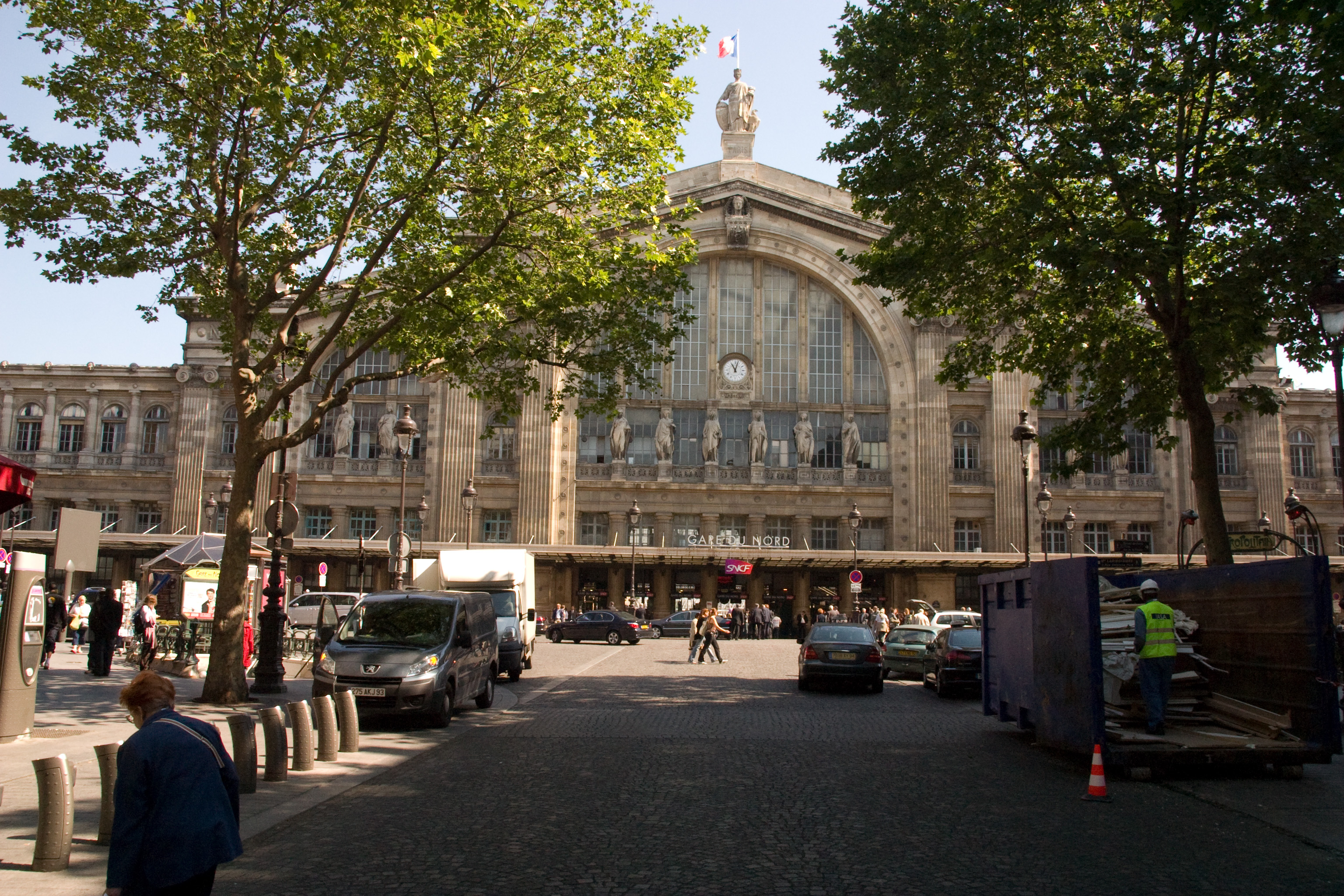
巴黎北站站前地
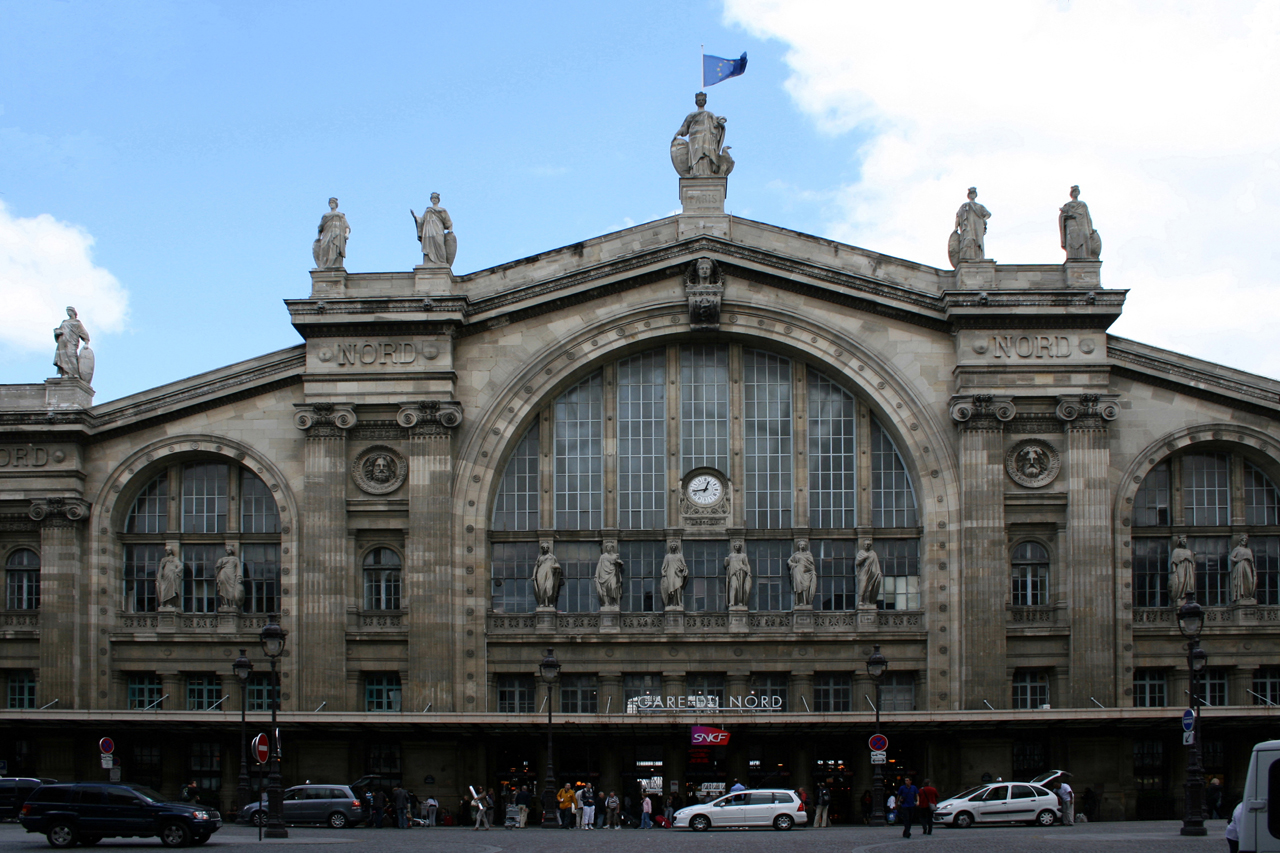
巴黎北站正门的雕像
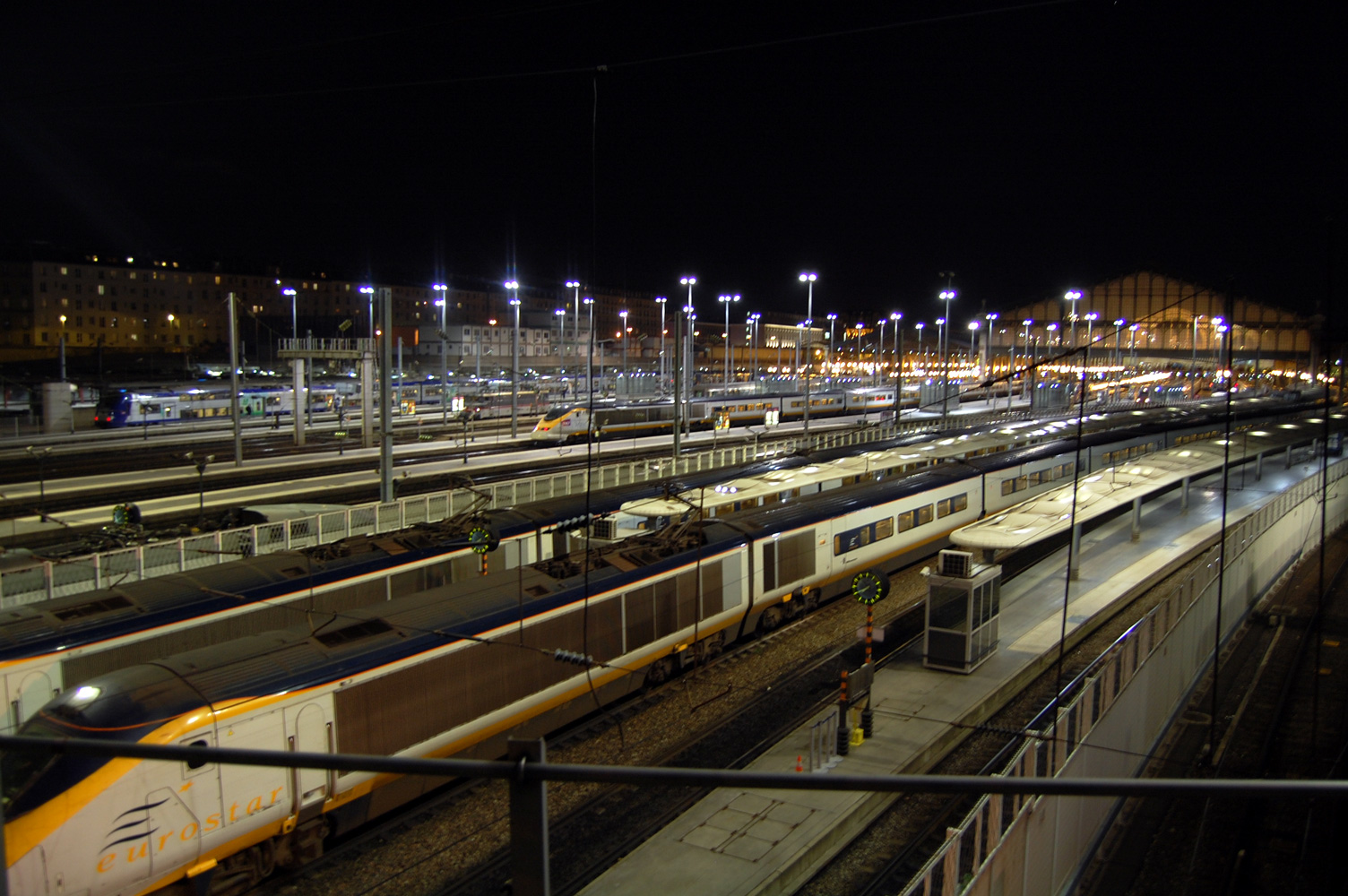
巴黎北站高铁站台夜景
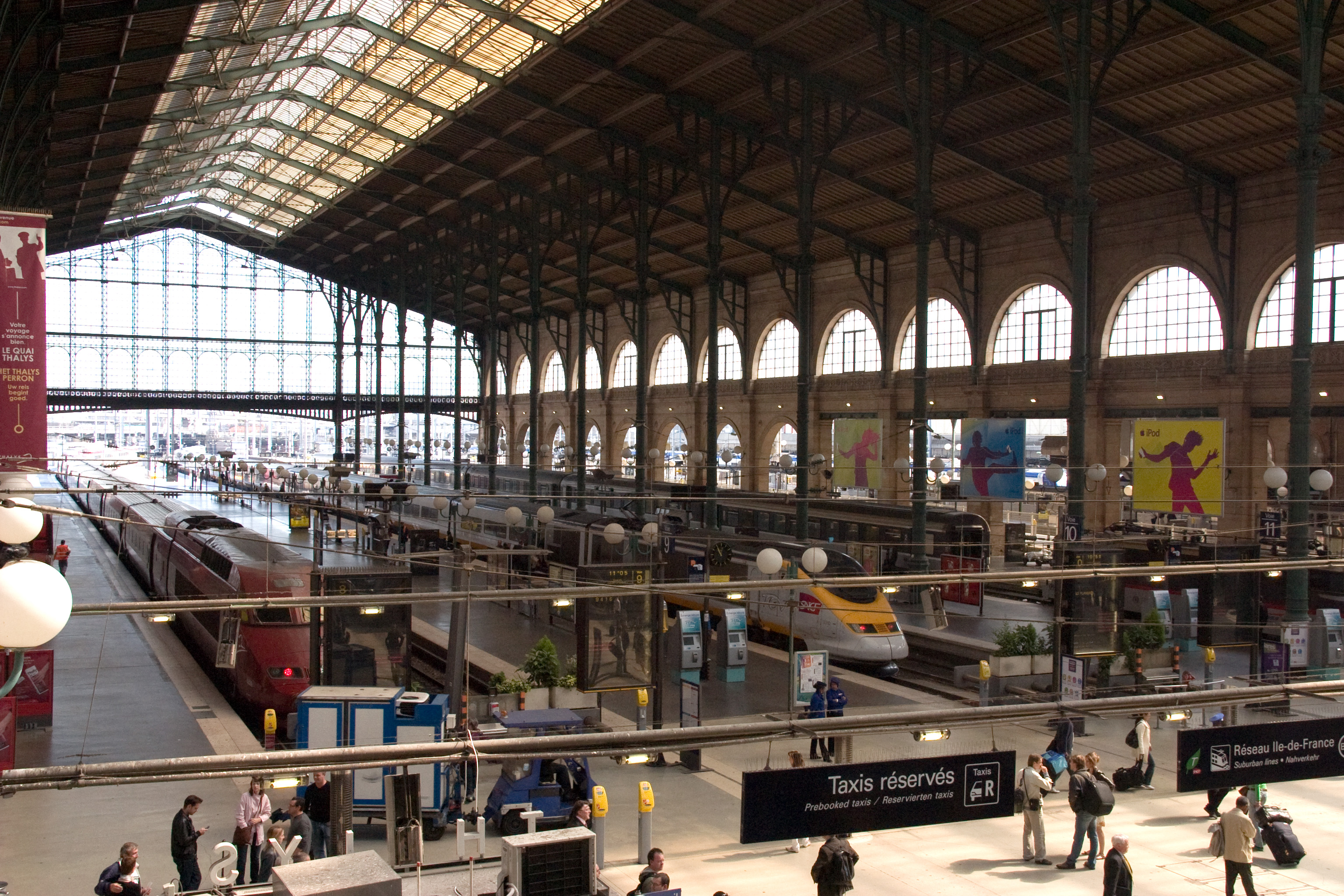
巴黎北站高铁站台
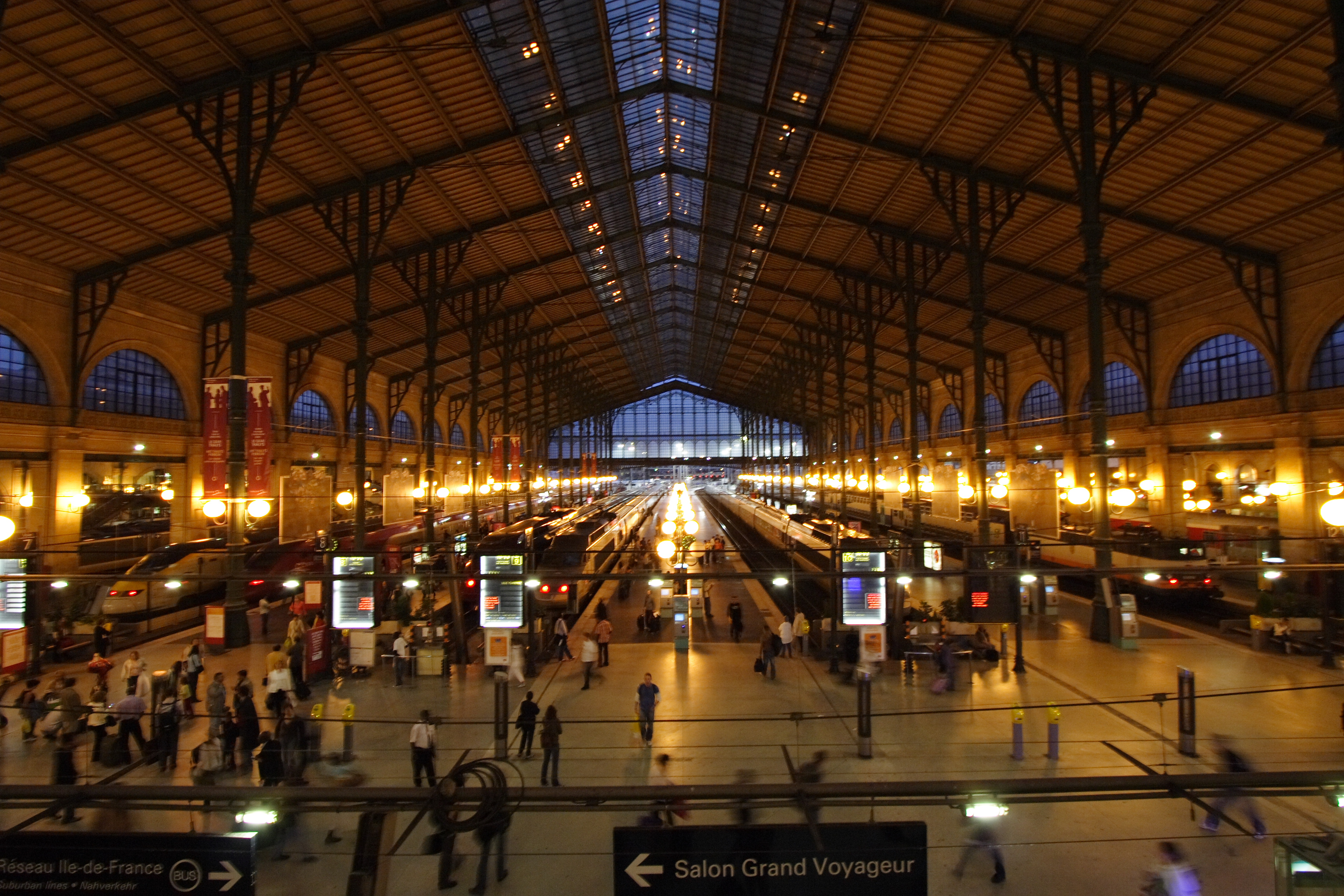
入夜的高铁站台
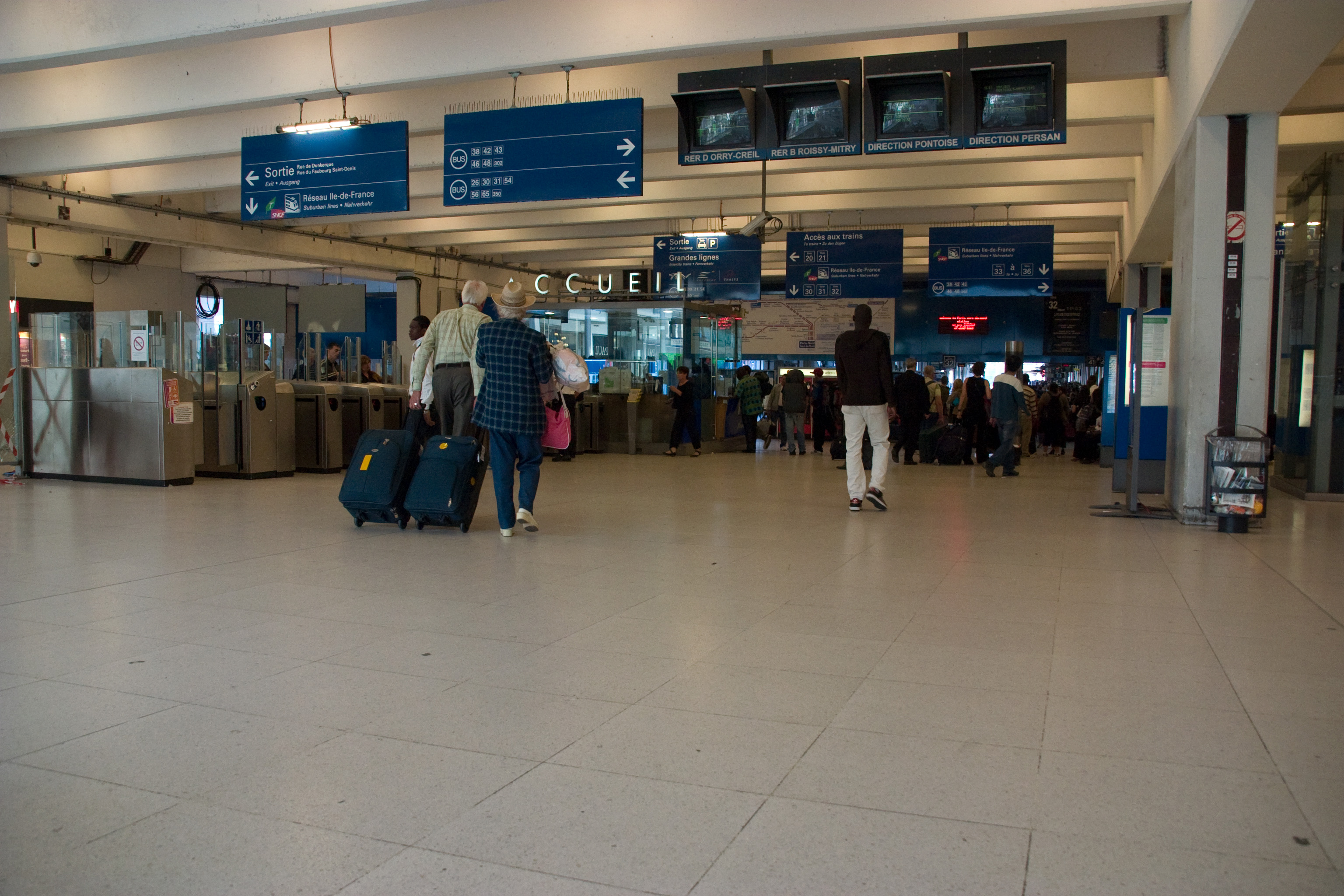
北站远郊车站台闸机口
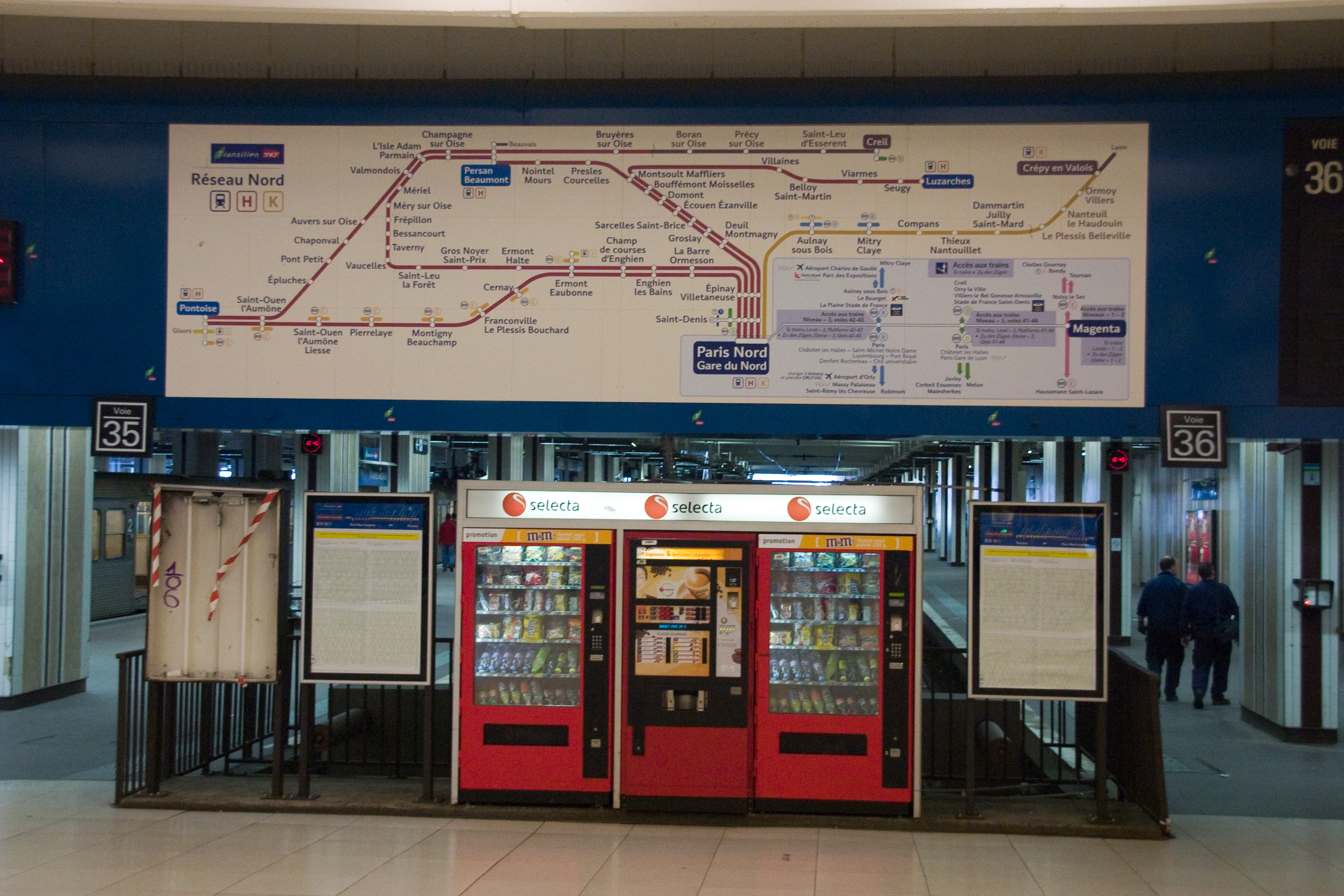
北站远郊车站台入口
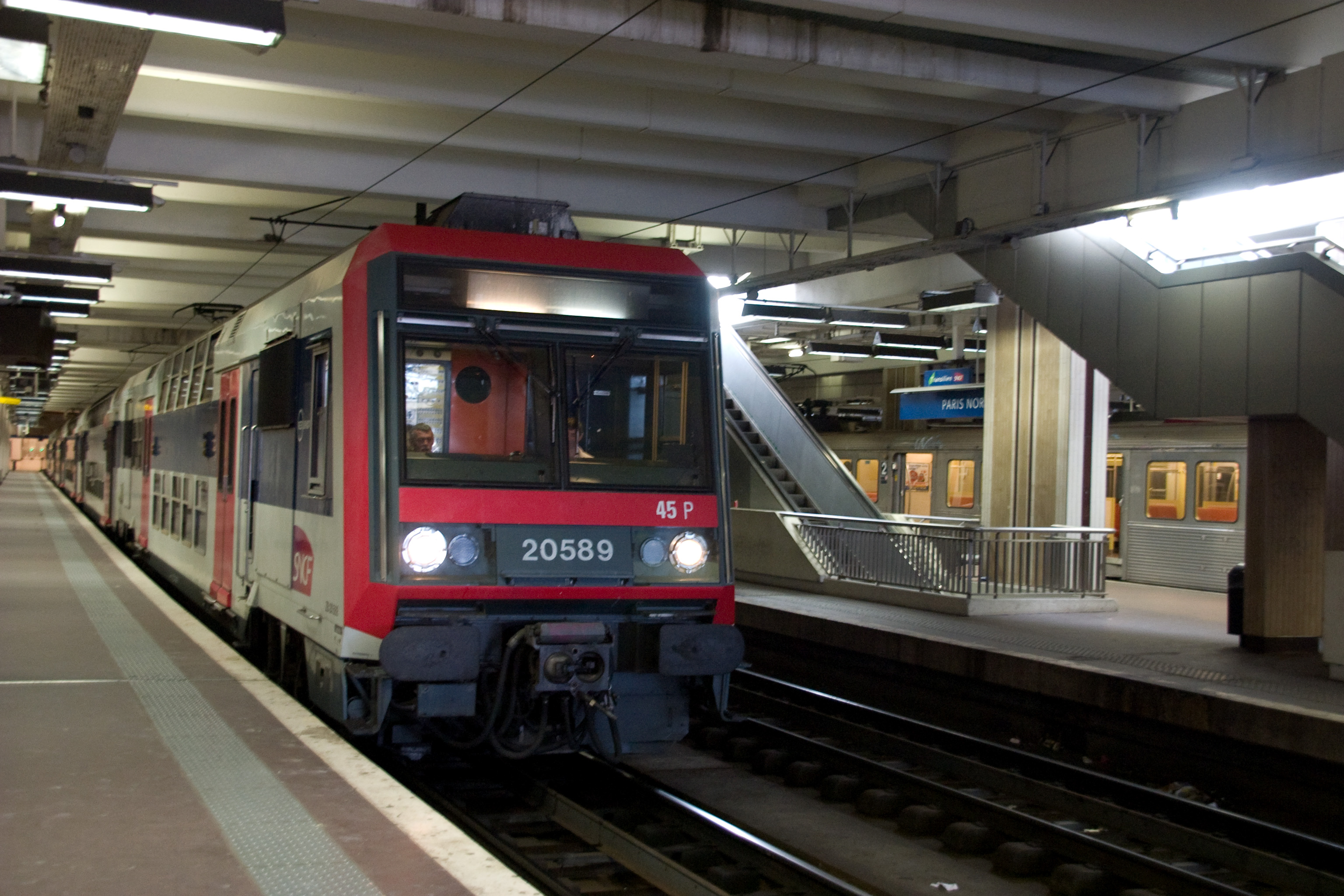
远郊列车Z 20500型
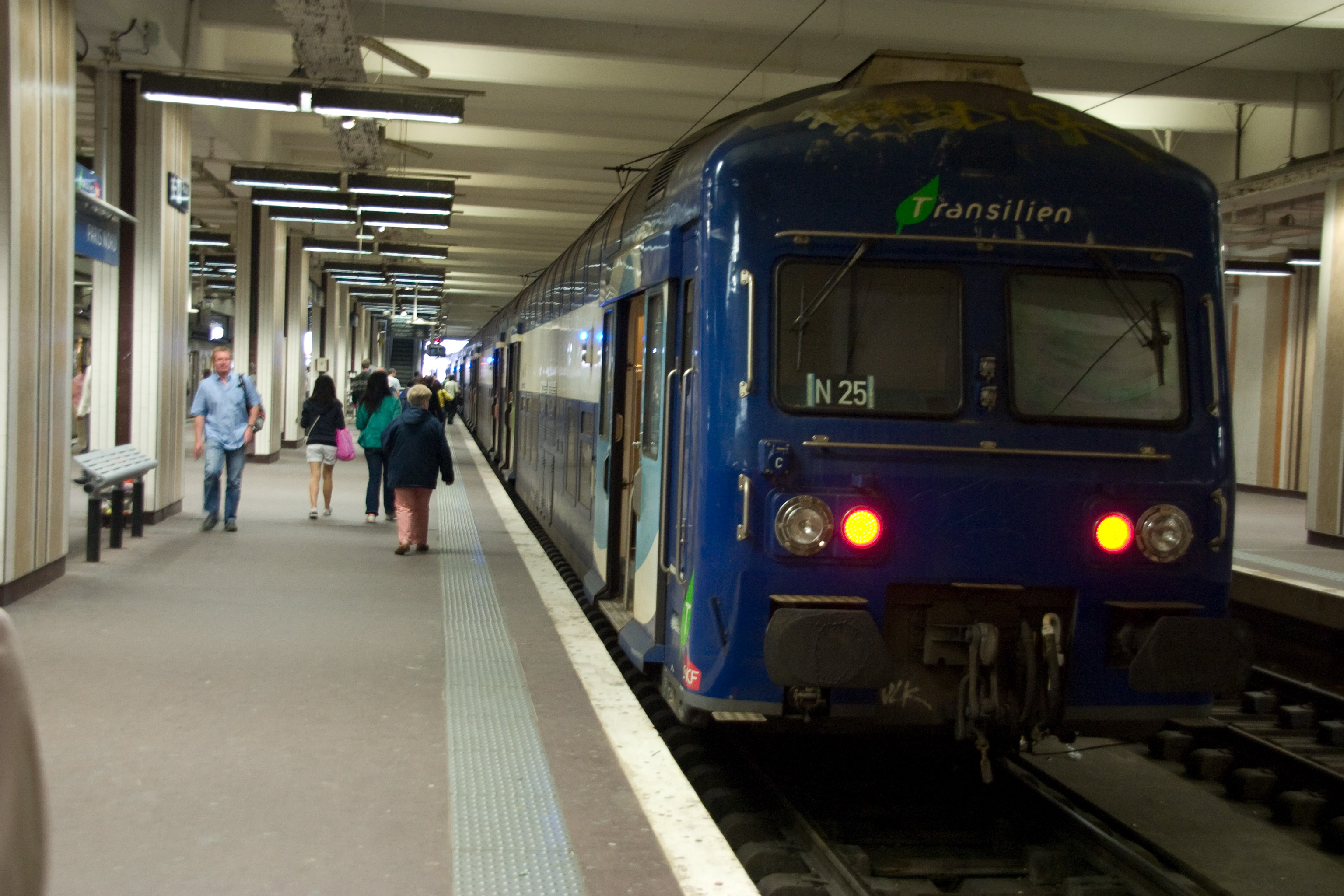
远郊列车VB 2N型
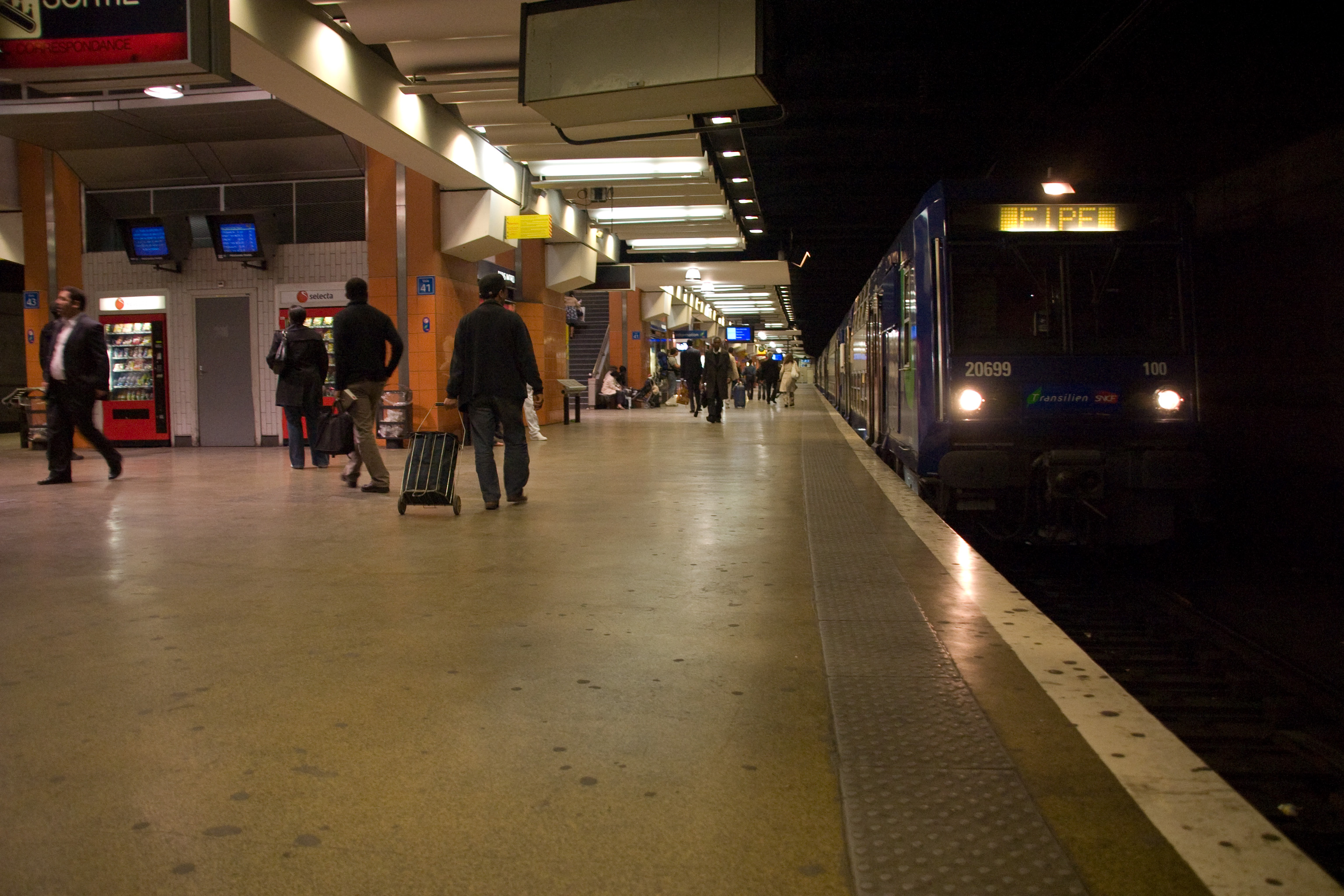
地下站台，D线列车
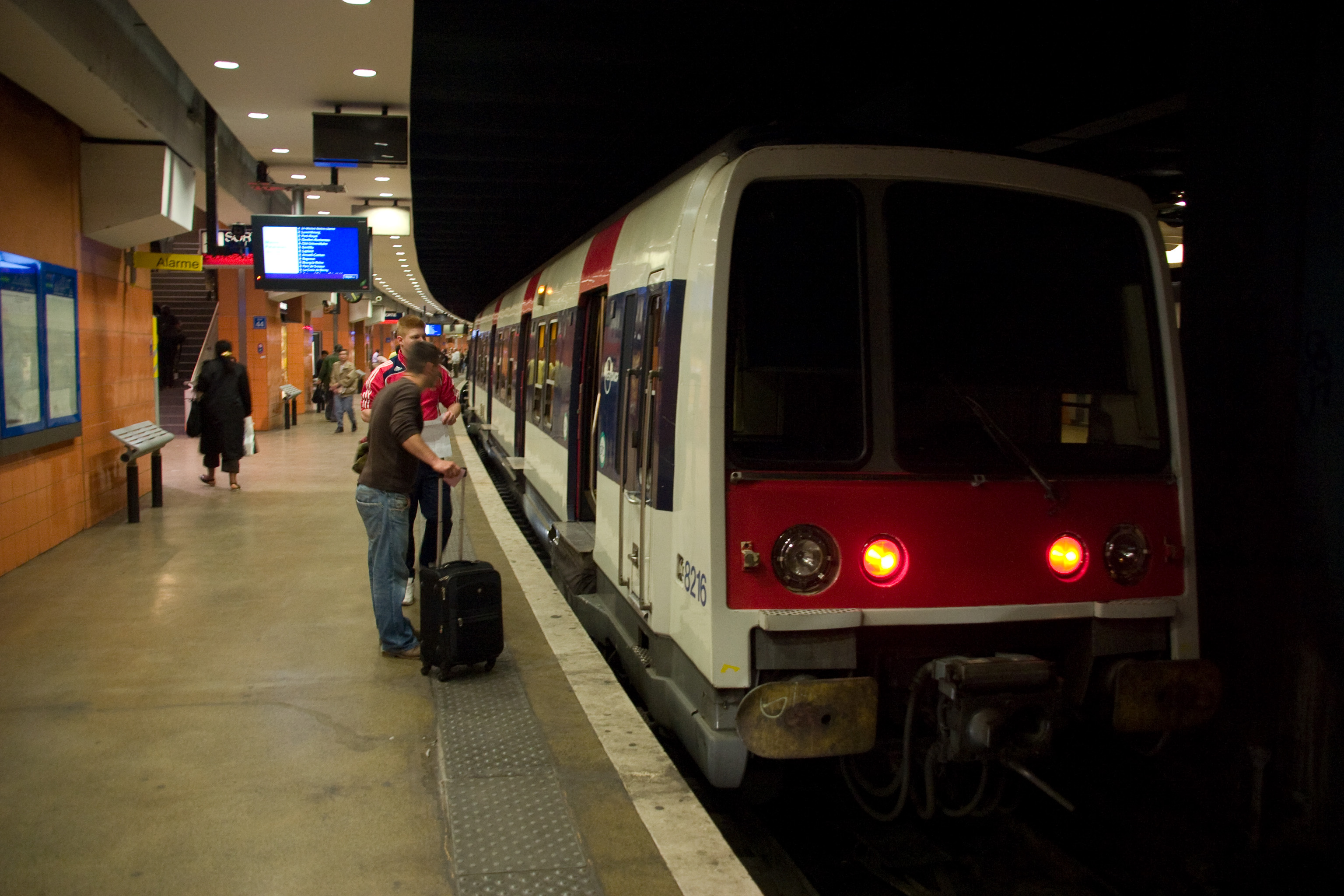
地下站台，B线列车
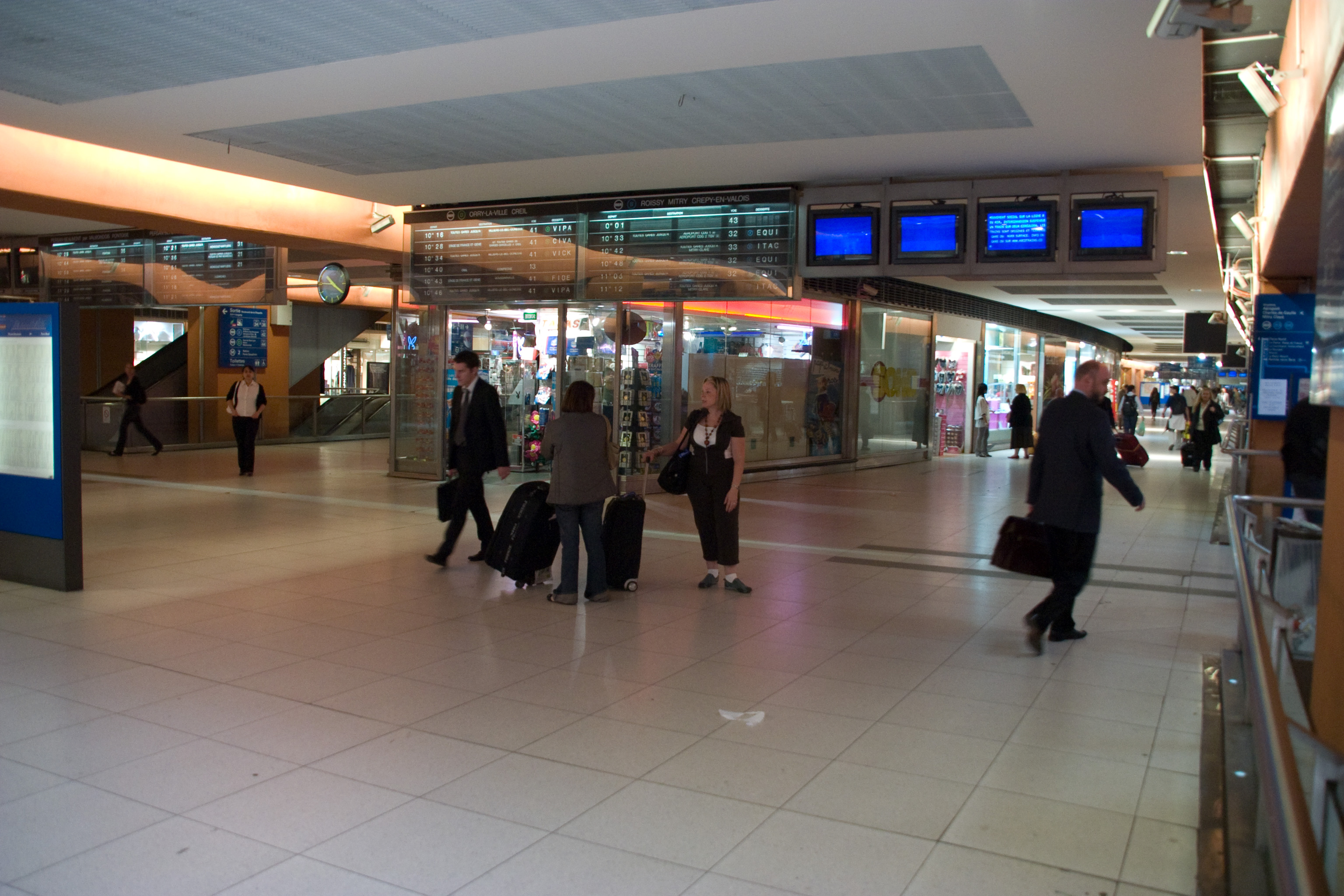
中层转乘通道

## 临近车站

### 长途线路
| 巴黎北站（Gare de Paris-Nord） |                  |                               |
| 上行车站                       | 线路             | 下行车站                      |
| （起点）                       | 巴黎－里尔铁路   | 法兰西体育场-圣但尼站 → 4.2km |
| （起点）                       | 巴黎－伊尔松铁路 | 平原-法兰西体育场站 → 4.5km   |
| - 本表仅显示运营中的线路及车站 |                  |                               |

### 快铁
| 巴黎火车北站（Paris Gare du Nord） |                     |                               |
| 上行车站                           | 线路                | 下行车站                      |
| 沙特莱-大堂站 2.2km ←              | 法兰西岛大区快铁B线 | 平原-法兰西体育场站 → 4.5km   |
| 沙特莱-大堂站 2.2km ←              | 法兰西岛大区快铁D线 | 法兰西体育场-圣但尼站 → 4.2km |

## 外部連結
- Gare du Nord Hotels （页面存档备份，存于） Hotels in and around Gare du Nord